# Supercopa da Inglaterra de 2024
A Supercopa da Inglaterra de 2024 (também chamada de 2024 FA Community Shield) foi a 102ª edição da Supercopa da Inglaterra, uma partida anual disputada entre os vencedores da Premier League e da Copa da Inglaterra da temporada anterior. A partida foi realizada no dia 10 de agosto de 2024 entre Manchester City e Manchester United, onde o Manchester City conseguiu um empate heróico nos últimos minutos da partida e venceu a equipe do Manchester United nas penalidades por 7–6.
O Arsenal defenderia o título campeão, mas não se classificou para disputar esta edição pois não conseguiu ser campeão da Premier League ou da Copa da Inglaterra.

## Antecedentes
O Manchester City conseguiu sua vaga por ter sido campeão da Premier League de 2023–24. Foi sua 16ª disputa (4ª consecutiva), com seis vitórias. Já o rival Manchester United conseguiu sua vaga por ter sido campeão da Copa da Inglaterra de 2023–24. Essa foi a 32ª disputa do United, tendo se sagrado campeão em 21 delas, sendo assim o maior campeão.

## Detalhes da partida
Partida única
| 10 de agosto de 2024 | Manchester City    | 1–1       | Manchester United | Wembley, Londres                        |
| 16:00 (UTC+1)        | Bernardo Silva 89' | Relatório | 82' Garnacho      | Público: 78 146 Árbitro: Jarred Gillett |

|                                                                            |     | Penalidades                                                       |  |
| Bernardo Silva De Bruyne Haaland Savinho Ederson Matheus Nunes Dias Akanji | 7–6 | Fernandes Dalot Garnacho Sancho Casemiro McTominay Martínez Evans |  |

## Campeão
| Campeão da Supercopa da Inglaterra de 2024 |
| ------------------------------------------ |
| Manchester City 7° título                  |